# 194262 Nové Zámky
194262 Nové Zámky è un asteroide della fascia principale. Scoperto nel 2001, presenta un'orbita caratterizzata da un semiasse maggiore pari a 2,2955255 UA e da un'eccentricità di 0,0123364, inclinata di 5,32407° rispetto all'eclittica.